# Yūsuke Shirai
Yūsuke Shirai (白井 悠介 Shirai Yūsuke?,  Saku, Prefectura de Nagano, 18 de enero de 1986) es un actor de voz japonés, afiliado a Early Wing. Shirai es conocido por darle voz al personaje de Sōshun Murasame en Danganronpa 3: The End of Hope's Peak High School, Giorgio en La storia della Arcana Famiglia, Io Naruko en Binan Kōkō Chikyū Bōei-bu Love!, y Yamato Nikaidō en Idolish7.

## Biografía
Shirai nació el 18 de enero de 1986 en la ciudad de Saku, Nagano, como el segundo de tres hermanos. Sus padres dirigen una tienda de pintura. Su hermano mayor decidió unirse a una escuela vocacional en Tokio tras su graduación con el objetivo de convertirse en seiyū, e ingresó a un instituto de formación profesional. Después de graduarse de la secundaria, Shirai ingresó a una escuela de capacitación de enfermería, pero la abandonó debido a que también deseaba ser actor de voz. Siguiendo los pasos de su hermano, ingresó a un instituto de entrenamiento para dicha área. Sin embargo, se retiró un año después y fue entonces cuando ingresó al instituto de su actual agencia, Early Wing.

## Filmografía

### Anime
2011
- Mirai Nikki como Estudiante

2012
- La storia della Arcana Famiglia como Giorgio
- Tonari no Kaibutsu-kun como Terashima, estudiante

2013
- Karneval como Fake Listen
- Silver Spoon como Ryō Nishikura
- Day Break Illusion como Shūji Kishida
- Golden Time como Estudiante B
- Shin Sekai Yori como Kashimura
- Sekai de Ichiban Tsuyoku Naritai! como Staff
- Daiya no Ace como Akio
- Boku wa Ō-sama como Dōbutsu
- Magi como Ciudadano
- Meganebu! como Makoto Zeniba, Kazuo Suzuki
- Little Busters! como Estudiante B

2014
- Witchcraft Works como Ohama
- Soredemo Sekai wa Utsukushii como Small Lani Tous
- Mahō Sensō como Estudiante

2015
- Ganbarē-bu Next! como Masahiro Yanagida
- Red Dragon como Miembro de Squad
- Diabolik Lovers como Rukusu
- Durarara!! como Heaven Slave
- Binan Kōkō Chikyū Bōei-bu Love! como Io Naruko

2016
- Rainy Cocoa in Hawaii como Shank Osman
- Orange como Ikeda
- Danganronpa 3: Ji Endo obu Kibōgamine Gakuen como Sōshun Murasame
- Divine Gate como Perseval, Sult
- Nananin no Ayakashi: Chimi Chimi Mōryō!! Gendai Monogatari como Shirō
- Barakamon como Kei Hanada
- Battery como Kyōsuke Karaki
- Rilu Rilu Fairilu como Fairylle Goal (Ren), Seagull, Messhu, Kamakiri, Tama-chan, Sarara, Calico, Yabushita, Mob Soldier B, Mister Mimic, Fee, Kintaro, Semi, Sweetie, Olara, Sui, Fairlil Goa, Shopkeeper
- Lego Nexo Knights como Heater

2017
- Nana Maru San Batsu como Ryōta Mukai
- Hitorijime My Hero
- O Miai Aite wa Oshiego, Tsuyokina, Mondaiji. como Sōji Kuga
- The Idolmaster SideM como Haruna Wakasato
- aiseki MOGOL GIRL como Black Knight
- Rainy Cocoa 'Amecon!! como Shank Osman

2018
- Idolish7 como Yamato Nikaidō
- Dame×Prince como Miharto
- Neko Neko Nipponshi como Shimazu Hisamitsu, Kamo Tadayuki, Ikeuchi Kurata
- Doreiku como Takio Minato
- Gurazeni como Yukio Ōno
- Senjūshi como Hall
- Grand Blue como Voz masculina B
- Angorumoa: Genkō Kassen-ki como Ejecutivo
- Ken En Ken: Aoki Kagayaki como Kuraki
- The Idolmaster SideM - Riyū a tte Mini! como Haruna Wakasato
- Jingai-san no Yome como Tetsukasa Tsuchikiyose
- Uchū Senkan Tiramisu como Romeo Alpha

2019
- Arknights como Jaye

2020
- Hypnosis Microphone como Ramuda Amemura

2022
- Sasaki to Miyano como Shūmei Sasaki